# Børglum
Børglum är en tidigare tätort i Region Nordjylland i Danmark. Tätorten hade 200 invånare (2010). Före 2010 utgjorde Børglum en egen tätort, men invånarantalet har sedan dess sjunkit under 200 invånare. Den ligger i Hjørrings kommun på ön Vendsyssel-Thy, cirka 13,5 kilometer sydväst om Hjørring.